# Giro di Toscana 1960
Il Giro di Toscana 1960, trentaquattresima edizione della corsa, si svolse il 19 giugno su un percorso di 265 km, con partenza e arrivo a Firenze. Fu vinto dall'italiano Nino Defilippis della Carpano davanti ai suoi connazionali Adriano Zamboni e Guido Carlesi.

## Ordine d'arrivo (Top 10)
| Pos. | Corridore        | Squadra | Tempo    |
| ---- | ---------------- | ------- | -------- |
| 1    | Nino Defilippis  | Carpano | 6h16'00" |
| 2    | Adriano Zamboni  | Torpado |          |
| 3    | Guido Carlesi    | Philco  |          |
| 4    | Alfredo Sabbadin | Philco  |          |
| 5    | Gastone Nencini  | Carpano |          |
| 6    | Mario Tosato     | Torpado |          |
| 7    | Angelo Coletto   | Ghigi   |          |
| 8    | Carlo Brugnami   | Torpado |          |
| 9    | Rino Benedetti   | Ghigi   |          |
| 10   | Noë Conti        | Ghigi   |          |